# 蒙古第九次入侵高丽
蒙古第九次入侵高丽，是蒙古帝国第九次进攻高丽王朝的作战。
1257年，蒙古第八次入侵高丽之后，1258年，高丽的执政者崔竩被杀，蒙古与高丽达成和平协议。高丽成为蒙古的藩属国。1260年春，高丽高宗去世，忽必烈派世子回国即位为高丽元宗。1269年，高丽执政者林衍废元宗，拥立高丽英宗。后在蒙古的干涉下，高丽元宗复位。1269年，高丽西京平壤，双城总管府（今朝鲜咸镜南道金野郡）和济州岛等地，成为元朝的直辖地辽阳行省的一部分。1270年5月，三别抄的将军裴仲孙、夜别抄的卢永禧拥戴宗室承化侯王温，占据江华岛抗击蒙古。6月，三别抄政权迁到了西南的珍岛。1271年2月向蒙古请降，要求蒙古将全罗道让给三别抄军统治。蒙古拒绝，高丽派金方庆、洪茶丘攻陷珍岛。三别抄逃往耽罗（济州岛）。1273年，蒙元攻占了济州岛，三别抄之乱被平定。1275年，高丽忠烈王即位，将高丽的制度全部改为诸侯国制度。